# Genderqueer

Bandeira genderqueer

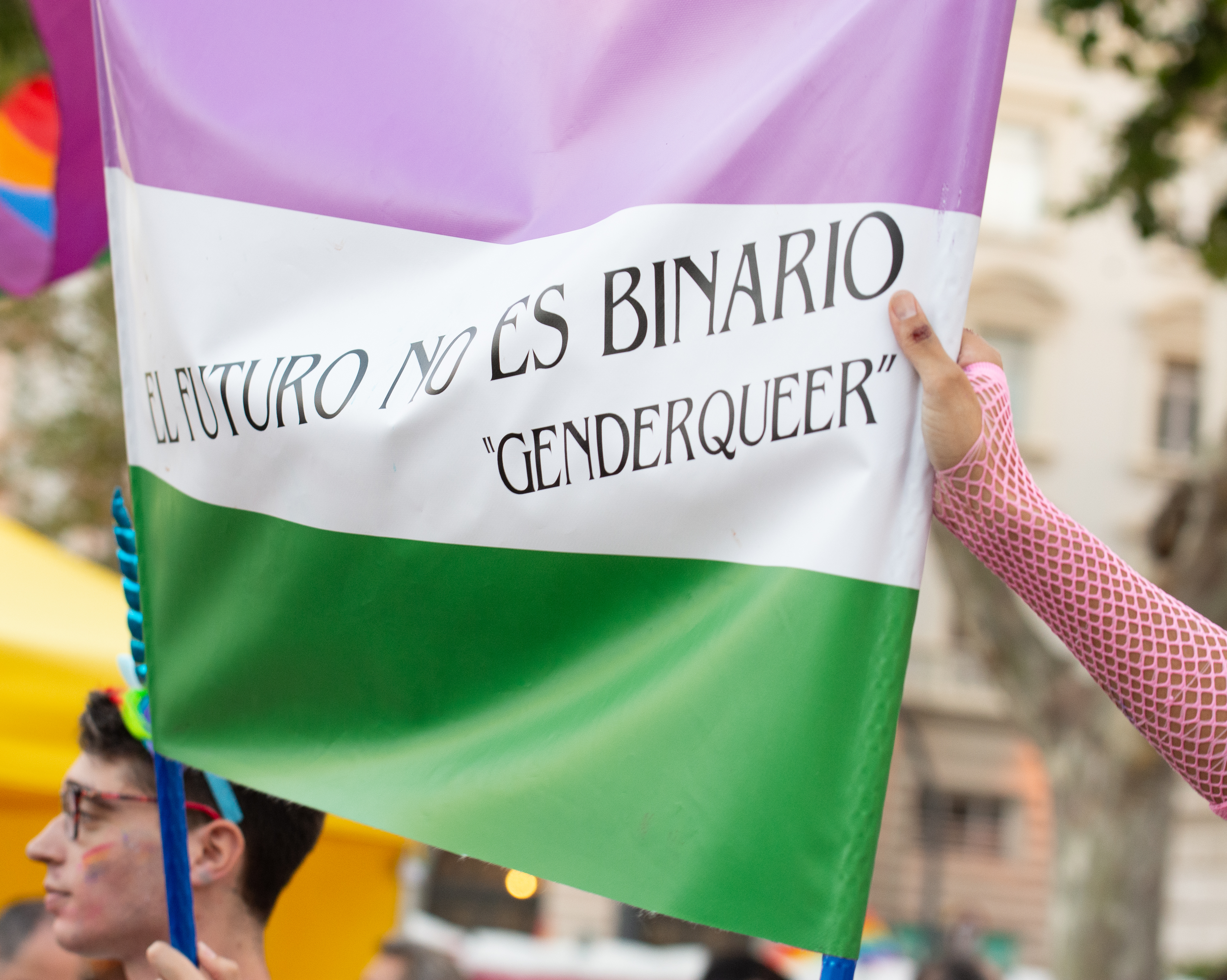
A bandeira genderqueer em Valência, escrita "o futuro não é binário" em espanhol.

Genderqueer (em inglês:  queer de gênero, gênero cuir/kuir ou gênero-queer) é uma categoria abrangente para identidades de gênero que não estão relacionadas apenas a identidades masculinas ou femininas, estando fora do binário e da cisnormatividade de gênero. Pessoas genderqueers podem expressar uma combinação de masculinidade e feminilidade, ou nenhuma, em sua variância e expressão de gênero.
A identidade de gênero é separada da orientação sexual ou romântica, e as pessoas que possuem relações de gênero têm uma variedade de orientações sexuais, assim como as pessoas transgênero e cisgênero, entretanto, pessoas podem ter orientação interligada a sua própria interpretação de gênero.
O termo é semelhante a não-binariedade, por vezes sido usado de forma mais abrangente, para com modalidades de gênero não-cisgêneras, dentre a variabilidade identitária de narrativas não-cisnormativas.

## História
O termo genderqueer originou-se nos zines queer e movimento queercore da década de 1980 como precursor do termo não-binário. Ganhou um uso mais amplo na década de 1990 entre ativistas políticos, especialmente Riki Anne Wilchins. Wilchins usou o termo em um ensaio de 1995 publicado na primeira edição de In Your Face para descrever qualquer pessoa que não se conforma com o gênero e foi identificada como genderqueer em sua autobiografia de 1997. A internet permitiu que o termo genderqueer se espalhasse ainda mais do que os zines, e na década de 2010 o termo foi introduzido no mainstream através de celebridades que se identificaram publicamente sob o guarda-chuva genderqueer.